# Stepney Green (stanice metra v Londýně)
Stepney Green je stanice metra v Londýně, otevřená roku 1902. V blízkosti stanice je areál londýnské univerzity Queen Mary. Autobusové spojení zajišťují linky 25, 205, 309 a noční linka N205. Stanice se nachází v přepravní zóně 2 a leží na dvou linkách:
- District Line a Hammersmith & City Line mezi stanicemi Whitechapel a Mile End.

| Rok  | Počet cestujících |
| ---- | ----------------- |
| 2011 | 4,38 mil          |
| 2012 | 4,68 mil          |
| 2013 | 5,00 mil          |
| 2014 | 5,43 mil          |